# Sant'Urbano alla Caffarella
Sant'Urbano alla Caffarella är en kyrkobyggnad i sydöstra Rom, helgad åt den helige påven Urban I. Kyrkan är belägen vid Vicolo di Sant'Urbano i Parco della Caffarella i Quartiere Ardeatino och tillhör församlingen San Sebastiano fuori le Mura.

## Kyrkans historia
Byggnaden var ursprungligen ett förkristet tempel, förmodligen uppfört av den atenske filosofen Herodes Atticus, välkänd retor och företrädare för den kulturella strömningen andra sofistiken. Han bosatte sig i Rom, utsågs till konsul år 143 f.Kr. och gifte sig med patriciskan Annia Regilla. Makarna kom i besittning av ett vidsträckt markområde, kallat "Triopio", vid Via Appia i södra Rom. År 160 blev Annia Regilla ihjälsparkad av en av Herodes Atticus frigivna slavar och maken anklagades för att ligga bakom hennes död, men frikändes. Till hustruns minne uppfördes ett gravmonument.
I området "Triopio" fanns även den byggnad som blev dagens kyrka. Den var, som nämnts, från början ett hedniskt tempel. Det är ett litet prostylt och tetrastylt tempel på ett podium, vilket numera befinner sig under marknivån. Själva byggnaden är byggd i opus latericium, medan kolonnerna och arkitraven är av pentelikonmarmor från stenbrott, som Herodes Atticus ägde. Templet tillägnades Ceres och Faustina, kejsar Antoninus Pius gudaförklarade hustru. Enligt en annan teori var templet invigt åt vinguden Bacchus.
Påve Urban I skall i ett oratorium på denna plats ha predikat och förrättat dop.

### Medeltiden
Året då templet konverterades till kristen kyrka är okänt, men det skedde sannolikt på 800-talet eller möjligen i början av 900-talet.
På 1000-talet eller i början av 1100-talet företogs en genomgripande restaurering, vid vilken interiörens väggar bemålades med en freskcykel. Enligt en källa ägde detta rum år 1011. Under senmedeltiden övergavs kyrkan; Catalogo di Torino (cirka 1320) anger att kyrkan saknar präst.

### 1600-talet
I början av 1600-talet skadades byggnaden i en jordbävning och var nära att rasa ihop. År 1634 lät påve Urban VIII och kardinal Francesco Barberini företa en grundlig restaurering och påven återkonsekrerade kyrkan. Freskerna bättrades på men dessförinnan beställde Barberini akvareller av originalfreskerna; dessa akvareller utfördes 1630 av konstnären Antonio Eclissi och förvaras i Vatikanbiblioteket. År 1637 utfördes ytterligare en serie akvareller i samband med en restaurering.

### Modern tid
Kyrkans utsatta läge på den romerska campagnan har gjort den till föremål för vandalism och den har restaurerats vid många tillfällen. Efter andra världskriget övergavs kyrkan och lämnades att förfalla. År 2002 konfiskerades kyrkan av Roms kommun, som inom kort dock återlämnade den till Roms stift. År 2005 återkonsekrerades kyrkan.

## Kyrkans interiör
Interiören har ett tunnvalv. Freskerna från 1000-talet har följande motiv.
1. Kristus Pantokrator
2. Bebådelsen
3. Jesu födelse
4. Herdarna får budskapet om Jesu födelse
5. De tre vise männens färd
6. De tre vise männens tillbedjan
7. Josefs dröm
8. Flykten till Egypten
9. Barnamorden i Betlehem
10. Uppväckandet av Lasaros
11. Jesu intåg i Jerusalem
12. Fotatvagningen
13. Sista måltiden
14. Jesus gisslas
15. Jesus i Getsemane
16. Korsfästelsen
17. Nedtagandet från Korset
18. Jesu nedstigande i dödsriket
19. Kvinnorna vid graven
20. Jesus uppenbarar sig för Maria Magdalena / Noli me tangere
21. Den helige Laurentius martyrium
22. Den helige Sixtus och hans följeslagares martyrium
23. Oidentifierat martyrium
24. Oidentifierat martyrium
25. Den helige Valerianus omvändelse och dop
26. Den helige Tiburtius omvändelse och dop
27. Den heliga Cecilias förhör inför Almachius
28. Den heliga Cecilia delar ut allmosor
29. Den heliga Cecilias martyrium
30. Den heliga Cecilias begravning
31. Den helige Urbans förhör inför Almachius
32. Den helige Urban och hans följeslagare gisslas
33. Den helige Anolinus dop och död; Förstörelsen av Jupiters tempel
34. Den helige Urbans och hans följeslagares martyrium och begravning

Freskerna i Sant'Urbano, som inbegriper de tidigaste framställningarna av Urban I, belyser utvecklingen av det hagiografiska bildspråket i en tid då fornkyrkans helgon var politiskt betydelsefulla. Förekomsten av donatorporträtt i freskerna indikerar att beställaren inte var påven eller någon inom prästerskapet utan lekmän. I fresken som avbildar Korsfästelsen ses donatorerna vid korsets fot. De håller fram tygstycken i höjd med Jesu suppedaneum. Mellan donatorerna står det † BONIZZO . FRT A . XPI . MXI, vilket uttyds ”Frater Bonizzo, Anno Christi 1011”.

### Krypta
I den lilla kryptan finns i en nisch en 900-talsfresk föreställande Jungfru Maria och Jesusbarnet. De flankeras av de heliga Urban och Johannes.

## Bilder

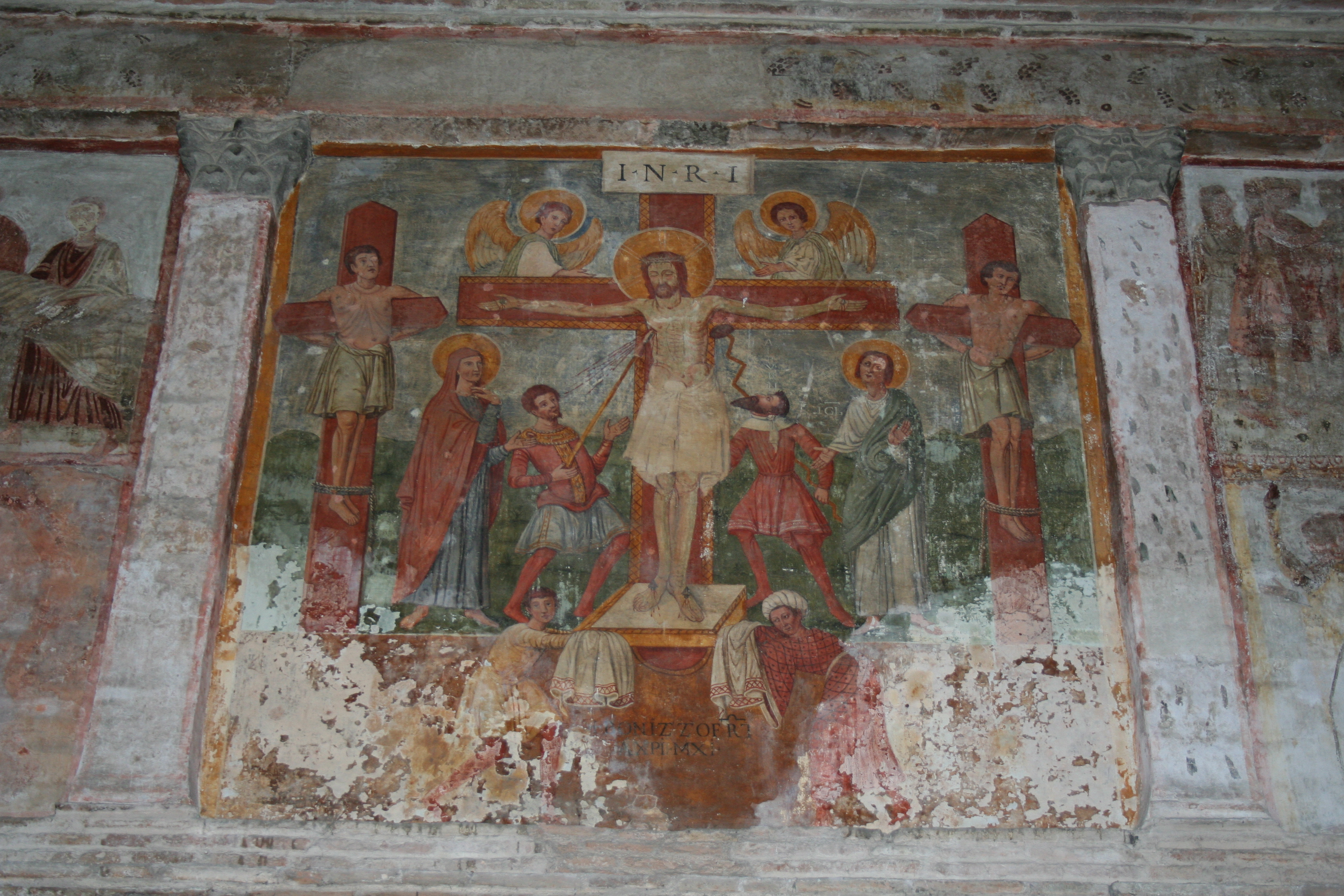
Korsfästelsen, fresk från 1000-talet.
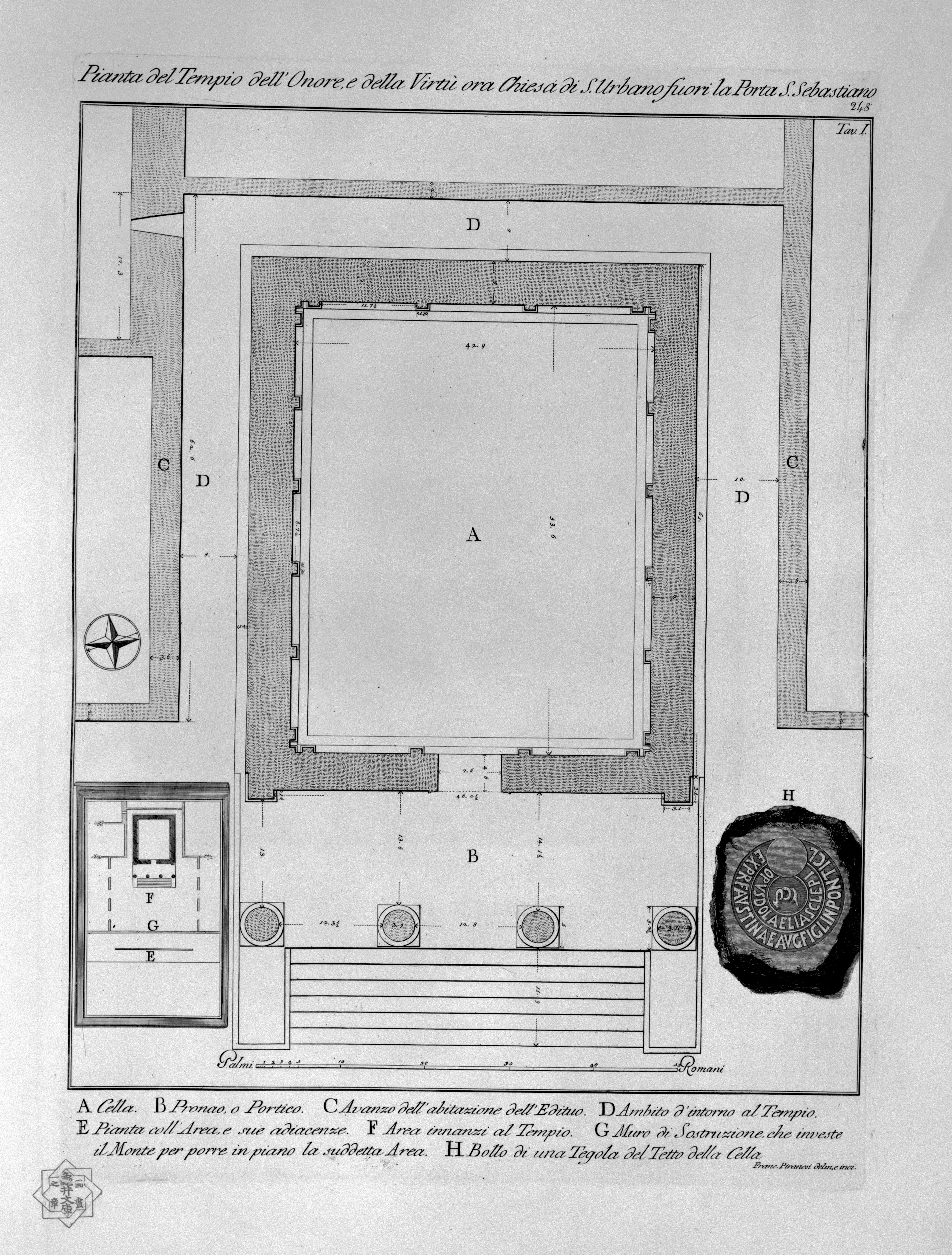
Kyrkans grundplan, etsning av Francesco Piranesi.